# Alicia Ronco
Alicia Estela Ronco (14 de octubre de 1945 - 28 de noviembre de 2016) fue una geoquímica argentina referente en el área de medio ambiente.  

## Reseña biográfica
Se graduó de licenciada en geoquímica y doctora en Ciencias Naturales en la Facultad de Ciencias Naturales y Museo de la Universidad Nacional de La Plata. Fue docente de la Facultad de Ciencias Exactas de la UNLP, investigadora del CONICET, y se desempeñó como directora del Centro de Investigaciones del Medio Ambiente (CIMA) y la principal promotora de la generación del CIM (CONICET). Es reconocida académicamente como la fundadora de la carrera de grado Lic. en Química y Tecnología Ambiental de la Facultad de Ciencias Exactas (UNLP). Fue discípula del Dr. José Cattogio y formó a investigadores como Dr. Andrés Porta, Dr. Pedro Carriquiriborde y Dr. Damián Marino, entre otros reconocidos investigadores de las Ciencias Ambientales en Argentina. 

### Contaminantes en el agua
Fue referente en el área de agroquímicos, y se la consultaba desde los medios de difusión por sus estudios sobre la presencia de contaminantes (glifosato, entre otros) en cursos de agua.
Desde 2009 formaba parte del Consejo Científico Interdisciplinario (CCI) del CONICET, órgano instaurado por iniciativa de la Dirección Nacional de Investigación sobre Agroquímicos del Ministerio de Salud de la Nación. En los últimos años trabajó en un Proyecto de Investigación Orientado (PIO) que llevaban adelante el CONICET y la UNLP titulado "Las inundaciones en La Plata inundaciones en La Plata, Berisso y Ensenada: Análisis de riesgo y estrategias de intervención. Hacia la construcción de un observatorio ambiental" que estuvo abocado a resolver la problemática de la emergencia hídrica declarada en La Plata y alrededores a partir de la inundación del 2 de abril de 2013, que ocasionó más de un centenar de víctimas fatales. 

### Contaminantes en el aire
La contaminación del aire en la zona de La Plata fue otra línea de investigación que la ocupó, especialmente el impacto de las sustancias en la salud infantil, llegando a dirigir una tesis doctoral sobre el tema: “Exposición a contaminantes atmosféricos y factores de riesgo asociados a la calidad
de aire en La Plata y alrededores”.
En 2011 la Dra. Ronco, recibió el pedido de la  Clínica Jurídica de Derechos Humanos de la Facultad de Ciencias Jurídicas y Sociales de la UNLP para asesorarlos en el tema de la contaminación  por plomo, cromo y arsénico producida por actividad fabril que afectaba el barrio obrero de la localidad bonaerense de Florencio Varela. Vecinas y maestra del barrio, llamado La Rotonda y ubicado en el kilómetro 32,5 de la Ruta Provincial N° 36, habían detectado problemas de salud en niños y niñas, falta de atención y mareos entre otros síntomas, y suponían que se debía a la cercanía con la fábrica de plomo Varela SRL. Las investigaciones aplicadas realizadas por Ronco, junto a las investigadoras Constanza Bernasconi y Carina Apartin aportaron la evidencia que confirmaba la sospecha al detectar plomo en el material particulado sedimentable, en las calles que habían sido rellenadas con desechos e incluso en muestras obtenidas de las hojas de los árboles cercanos a la fábrica Varela. El trabajo del equipo de la Dra. Ronco aportó  documentación, evidencia y bibliografía que resultó fundamental en el fallo dictado por el Juzgado en lo Contencioso Administrativo de la Plata en 2022 sancionando tanto a la fábrica por contaminar la zona como a la Provincia de Buenos Aires por incumplir su obligación de supervisar y fiscalizar a la empresa.

## Homenajes
Fue una persona muy querida por la comunidad académica de la que formó parte, y su fallecimiento fue lamentado. El 5 de junio de 2017, día del medio ambiente en Argentina, el CIMA recordó a quien fuera su directora con un homenaje póstumo en el Aula Magna de la Facultad de Ciencias Exactas. En el mismo se destacó que "Nina" fue directora de un Instituto en los años ´90 cuando el rol de la mujer no estaba tan visibilizado como ahora, experta en bioensayos, una pionera en ecotoxicología en Argentina; es decir hizo absolutamente de todo. Pero, también, era la persona que estaba a primera hora de la mañana y te abría el laboratorio y se involucraba en los pequeños detalles de la vida de cada uno de los que trabajaban con ella.
El CONICET también lamentó su desaparición.